# Adham Al-Quraishi
 (mai 2025).
Pour les articles homonymes, voir Quraishi.
Adham Al-Quraishi, né le 7 mars 1995, est un footballeur jordanien qui joue en tant que défenseur pour le Club sportif Al-Hussein (Irbid) et l'équipe nationale de football de Jordanie.

## Carrière en club

### Al-Wehdat
Né à Zarqa, Al-Quraishi a commencé sa carrière à Al-Wehdat.

### Al-Selt
Le 5 novembre 2019, Al-Quraishi a déménagé d'Al-Wehdat à Al-Salt. Il a été l'un des principaux contributeurs à la campagne de la Coupe AFC d'Al-Salt, et a également terminé troisième de la saison 2021 de la Pro League jordanienne.

### Al-Hussein
Le 6 janvier 2022, Al-Quraishi a déménagé d'Al-Salt à Al-Hussein.
Il est devenu l'un des principaux contributeurs au tout premier trophée de la Pro League jordanienne d'Al-Hussein lors de la saison 2023-24, et a également participé à la Ligue des champions de l'AFC Two la saison suivante,.
Le 24 juillet, Al-Quraishi a renouvelé son contrat avec Al-Hussein pour un contrat de deux ans.
Le 2 février 2025, Al-Quraishi a marqué un but lors du match aller de la Super Coupe de Jordanie 2024, contre son ancien club Al-Wehdat. Il remportera plus tard le concours.